# Новохатки
Новохатки (укр. Новохатки) — село на Украине, основано в 1620 году, находится в Романовском районе Житомирской области.
Население по переписи 2001 года составляет 26 человек. Почтовый индекс — 13010. Телефонный код — 4146. Занимает площадь 18,1 км².

## История
В 1946 году указом ПВС УССР село Нейгейм Второй переименовано в Новохатку.

## Адрес местного совета
13010, Житомирская область, Романовский р-н, с. Прутовка, ул. Центральная, 4